# Contea di Grant (Oklahoma)
La contea di Grant (in inglese Grant County) è una contea dello Stato dell'Oklahoma, negli Stati Uniti. La popolazione al censimento del 2000 era di 5 144 abitanti. Il capoluogo di contea è Medford.